# W&W
I W&W sono un gruppo di musica elettronica olandese originario di Breda, formato da Willem van Hanegem e Ward "Re-Ward" van der Harst.
A partire dal 2007, hanno prodotto maggiormente musica trance, per poi passare qualche anno dopo a un sound più house (principalmente electro house e progressive house).
Il duo ha collaborato con artisti come Hardwell (per il singolo Jumper), Armin van Buuren, Ummet Ozcan, aumentando di fatto la loro popolarità.
Fondatori della label Mainstage Music, il 19 ottobre 2013 si sono piazzati al 14º posto nella classifica stilata da DJ Magazine.
Il 2013 è l'anno della consacrazione a livello commerciale: avendo cambiato genere, infatti, i due olandesi acquistano maggiore notorietà, collaborando con un mostro sacro della dance, quale è Armin van Buuren per il singolo D#Fat, e remixando il tormentone estivo This Is What It Feels Like, quest'ultimo sempre di van Buuren.
Nel 2014 pubblicarono il loro singolo Bigfoot, che ebbe un discreto successo in tutto il mondo e raggiunse la prima posizione nella classifica di Beatport. Per festeggiare i 100.000 mi piace sulla pagina Facebook della Mainstage Music, i W&W distribuirono gratuitamente Ghost Town, brano che riprende le vecchie sonorità del gruppo. Assieme a Dimitri Vegas & Like Mike realizzarono la colonna sonora di  Tomorrowland 2014, intitolata Waves.

## Stile musicale
I due produttori vantano un repertorio musicale vasto e originale. Essendo nati come produttori di Trance, sono soliti dare un accenno di quest'ultimo genere nelle loro canzoni, prettamente big-room, caratterizzate da kick molto potenti e da melodie molto articolate, che ricordano appunto la loro indole Trance. È nelle tracce in collaborazione con Headhunterz, ovvero Shocker e We Control The Sound, che si possono notare maggiormente queste caratteristiche, oltre all'influenza Hardstyle di Headhunterz.

## DJ Mag
- 2010 - #71(come new entry)
- 2011 - #36
- 2012 - #25
- 2013 - #14
- 2014 - #18
- 2015 - #14
- 2016 - #13
- 2017 - #14
- 2018 - #14
- 2019 - #18
- 2020 - #14
- 2021 - #14

## Discografia

### Album
- 2011 – Impact

### Singoli
- 2020: W&W - Gold
- 2020: W&W X AXMO ft. Sonja - Rave Love
- 2020: W&W - Comin' To Getcha
- 2020: Dimitri Vegas & Like Mike vs Fedde Le Grand vs W&W - Clap Your Hands
- 2020: W&W X Sandro Silva X Zafrir - Wizard Of The Beats
- 2019: W&W X Timmy Trumpet X Will Sparks ft. Sequenza - Tricky Tricky
- 2018 W&W x Armin Van Buuren - Ready To Rave
- 2018 W&W - Rave Culture
- 2018 W&W & Darren Styles ft. Giin - Long Way Down
- 2018 W&W - Supa Dupa Fly 2018
- 2018 W&W and Groove Coverage - God Is A Girl
- 2017 W&W & Vini Vici - Chakra
- 2017 W&W - Put EM Up
- 2017 W&W & Dimitri Vegas & Like Mike - Crowd Control
- 2017 W&W - Whatcha Need
- 2016 Hardwell & W&W - Get Down
- 2016 W&W - Caribbean Rave
- 2016 W&W & Hardwell ft. Lil Jon - Live The Night
- 2016 W&W - How Many
- 2016 Dimitri Vegas & Like Mike vs W&W - Arcade
- 2015 Armin van Buuren vs W&W - If It Ain't Dutch
- 2015 W&W & MOTi - Spack Jarrow
- 2015 W&W - The One
- 2015 W&W & Blasterjaxx - Bowser
- 2015 W&W - Rave After Rave
- 2014 W&W & Hardwell ft. Fatman Scoop - Don't Stop The Madness
- 2014 W&W & Headhunterz - We Control The Sound
- 2014 Hardwell & W&W - The Dance Floor is Yours [Download Gratuito]
- 2014 W&W & Headhunterz - Shocker
- 2014 W&W & Dimitri Vegas & Like Mike - Waves
- 2014 W&W & Blasterjaxx - Rocket
- 2014 W&W - Ghost Town (in free download)
- 2014 W&W - Bigfoot
- 2013 W&W & Hardwell - Jumper
- 2013 W&W - Thunder
- 2013 W&W & Armin van Buuren - D# Fat
- 2013 W&W & Ummet Ozcan - The Code
- 2012 W&W - Lift Off
- 2012 W&W - White Label
- 2012 W&W - Moscow
- 2012 W&W & Marcel Woods - Trigger
- 2012 W&W & Jochen Miller - Summer
- 2012 W&W - Shotgun
- 2011 W&W - Invasion
- 2011 W&W - Cookie Jar
- 2011 W&W & Ummet Ozcan - Velicity
- 2011 W&W & Leon Bolier - Treasure Chest
- 2011 W&W feat. Emily - State of Emergency
- 2011 W&W feat. Bree - Nowhere To Go
- 2011 W&W - Search For Tomorrow
- 2011 W&W - Do Not Skip
- 2011 W&W - Based On A True Story
- 2011 W&W - Code Red
- 2011 W&W & Mark Sixma - Twist
- 2011 W&W - Beta
- 2011 W&W feat. Ana Criado - Three O'Clock
- 2011 W&W vs Wezz Devall - Phantom
- 2011 W&W - AK47
- 2011 W&W - Impact
- 2010 W&W vs Ben Gold - Break The Rules
- 2010 W&W vs Ben Gold - Nexgen
- 2010 W&W vs Leon Bolier - Saturn
- 2010 W&W - Alpha
- 2010 W&W - Manhattan
- 2010 W&W vs Jonas Stenberg - Alligator Fuckhouse
- 2010 W&W - D.N.A.
- 2009 W&W vs Ummet Ozcan - Synergy
- 2009 W&W - System Overload
- 2009 W&W - Mainstage
- 2009 W&W - Our Plan
- 2008 W&W - Plasma
- 2008 W&W - Arena / Chronicles
- 2008 W&W - Dome
- 2008 W&W - Countach / Intercity
- 2007 W&W - Mustang / Eruption

### Remix
- 2020: The Weeknd – Blinding Lights (W&W Festival Mix)
- 2020: Alan Walker – Faded (W&W Festival Mix)
- 2020: Da Boy Tommy – Candyman (Dimitri Vegas & Like Mike, W&W & Ummet Ozcan Remix)